# Emil Venske
Emil Venske (* 18. Juli 1847 in Karlsdorf, Kreis Bromberg; † 27. Juni 1915 in Danzig) war ein deutscher Landrat.

## Leben
Als Sohn eines Gutsbesitzers geboren, studierte Venske nach dem Besuch des Gymnasiums in Bromberg Rechts- und Staatswissenschaften in Jena, Breslau und Berlin. Während seines Studiums wurde er 1865 Mitglied und 1866 Ehrenmitglied der Burschenschaft Teutonia Jena. 1866/67 war er Einjährig-Freiwilliger und nahm 1870/71 als Reserve-Kavallerie-Offizier, er war Seconde-Leutnant im 1. Pommerschen Ulanen-Regiment Nr. 4, am Deutsch-Französischen Krieg teil. In Gravelotte wurde er verwundet. Später war er als Rittmeister der Landwehr eingesetzt.
1869 brach er sein Studium ab, um das Gut seines verstorbenen Vaters zu bewirtschaften. 1884 verkaufte er das Gut und ging als Privatier nach Wiesbaden. 1885 ging er nach Halle, wo er Rechtswissenschaften studierte und nach dem Examen 1887 ab dem 9. Januar 1888 Gerichtsreferendar wurde. 1890 wurde er Regierungsreferendar bei der Regierung Erfurt. Von 1892 bis 1893 war er kommissarischer Landrat im Landratsamt Grafschaft Hohenstein. 1894 wurde er nach der Großen Staatsprüfung Regierungsassessor und 1895 nach kurzem Aufenthalt in Berlin Landrat im  Kreis Tuchel. 1905 wurde er Landrat im Kreis Danziger Höhe. Er erwarb dort das Rittergut Zemblau im Kreis Neustadt in Westpreußen und das Rittergut Karlhof.